# BackTrack
Pour les articles homonymes, voir Backtrack.
BackTrack est une distribution Linux, basée sur Slackware jusqu'à la version 3 et Ubuntu depuis la version 4, apparue en 2006.
Son objectif est de fournir une distribution regroupant l'ensemble des outils nécessaires aux tests de sécurité d'un réseau,.
En 2013, Kali Linux succède à BackTrack dont la dernière version est sortie en août 2012.

## Utilisation
BackTrack est disponible sous forme de live DVD. Il est également possible de l'installer sur un disque dur, sur une clé USB, ou encore de mettre en place un démarrage PXE.

## Outils
BackTrack propose à ses utilisateurs une large gamme d'outils de sécurité en partant du scanner de ports à l’audit de sécurité. Le support en Live CD et Live USB permet aux utilisateurs de démarrer BackTrack directement sur un ordinateur sans installation préalable.
BackTrack inclut de nombreux logiciels : Dnsmap, Aircrack-NG, OpenVAS, MSF 3, xprobe2, 5nmp, nmap, MSSQLscan, ike-scan, SSLscan, etc.
BackTrack place les outils dans 12 catégories, :
- Rassemblement d'informations (Information Gathering)
- Estimation des vulnérabilités (Vulnerability Assessment)
- Outils d'utilisation des failles (Exploitation Tools)
- Maintien d'accès (Maintaining Access)
- Ingénierie inverse (Reverse Engineering)
- Outils RFID (RFID Tools)
- Test de résistance (Stress testing)
- Recherche forensique (Forensics)
- Outils d'obtention de rapports (Reporting Tools)
- Services (Services)
- Divers (Miscellaneous)

## Divers
BackTrack utilise KDE et GNOME (depuis la version 5 pour ce dernier), supporte plusieurs dispositions de clavier par simple clic (le français s'obtient en sept clics sur le drapeau de la barre KDE), et contient de nombreux outils permettant d'effectuer des tests de sécurité (près de 300).
Elle vise à aborder tous les domaines liés aux sécurités modernes. De l'audit réseau à l'analyse et l'identification de vulnérabilité, BackTrack est reconnu par les professionnels de la sécurité informatique comme outil complet[réf. nécessaire].
Elle est favorablement connue et utilisée à des fins d'audit de réseaux sans fil Wi-Fi : son développement est en effet axé sur la prise en charge de cartes ou circuits Wi-Fi supportant le mode écoute totale (promiscuous), comme l'Atheros équipant entre autres l'Eee PC 700 et 701.
Les outils qu'elle regroupe (Kismet et autres) mettent en évidence le manque de fiabilité des chiffrements WEP et WPA.

## Versions

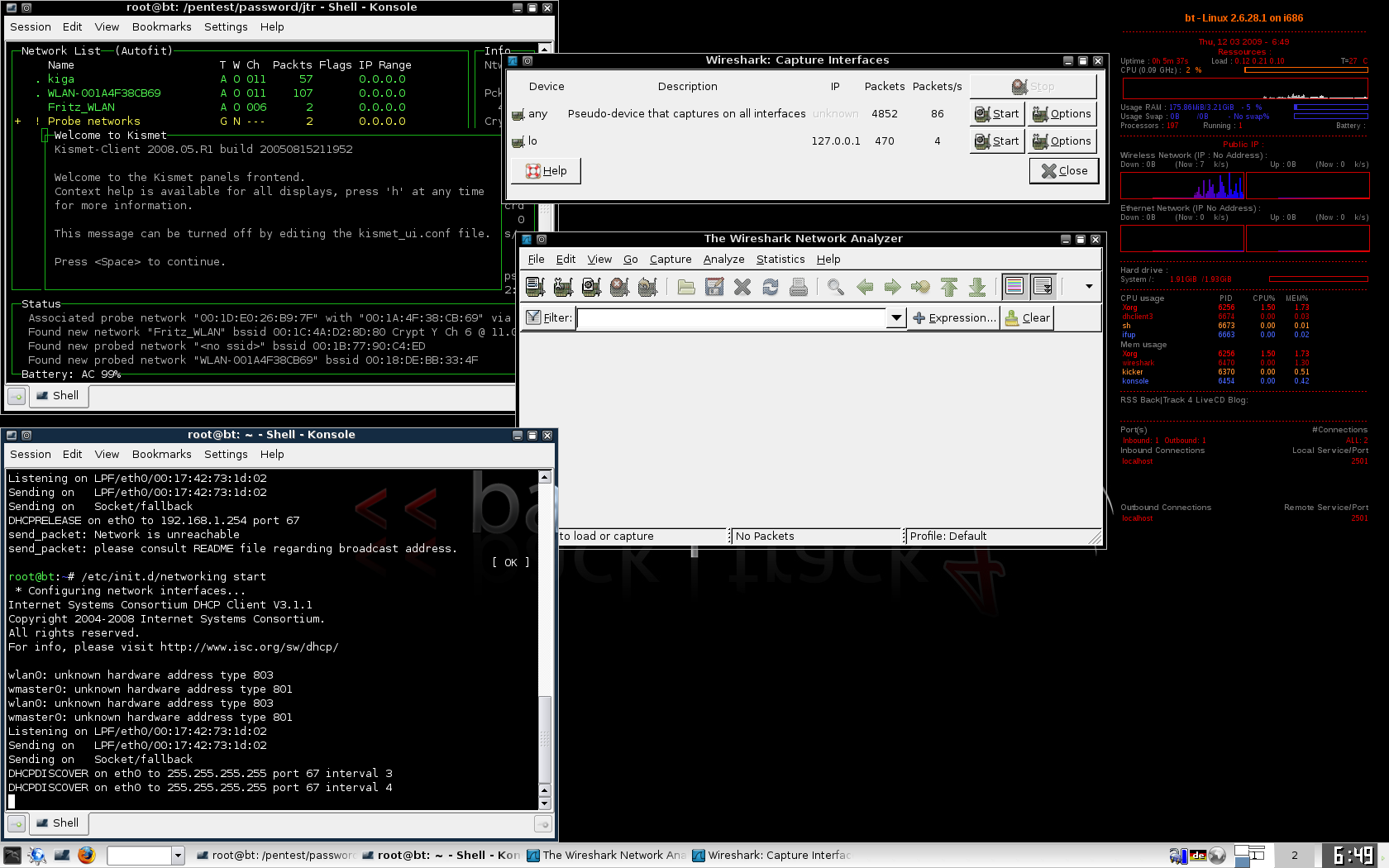
Backtrack 4 beta.

Dates et numéros des versions sorties à ce jour :
- 13 mars 2013 : BackTrack 6 devient Kali Linux 1.0[7],[8]
- 13 août 2012 : BackTrack 5 R3[9]
- 1er mars 2012 : BackTrack 5 R2[10]
- 18 août 2011 : BackTrack 5 R1
- 10 mai 2011 : BackTrack 5 (support 32 bits, 64 bits, ARM, le projet devient Open Source)[11]
- 22 novembre 2010 : BackTrack 4 R2
- 5 août 2010: BackTrack 4 R1
- 9 janvier 2010: BackTrack 4 Final Release
- 19 juin 2009 : BackTrack v.4.0 Pre-Release
- 11 février 2009 : BackTrack v.4.0 Beta (Image disque passe en mode DVD, et distribution maintenant basée sur Debian[12])
- 19 juin 2008 : BackTrack v.3.0 Final
- 14 décembre 2007 : BackTrack v.3.0 Beta
- 6 février 2007 : BackTrack v.2.0 Final (mise à jour des logiciels et ajout de nombreux pilotes)
- 19 novembre 2006 : BackTrack v.2.0 Beta
- 26 mai 2006 : BackTrack v.1.0 Final
- 5 février 2006 : BackTrack v.1.0 Beta

Note : La version 3 propose une meilleure prise en charge des cartes réseaux sans fil (pilotes, chipsets, etc.), une amélioration des outils (nouveaux programmes, et correction de bugs). Amorcée depuis une clé USB, elle constitue un excellent outil de diagnostic réseau.
La version 5 baptisée BackTrack 5. Revolution supporte désormais les architectures 32 et 64 bits ainsi qu'ARM ; disponible maintenant avec le gestionnaire de bureau Gnome 2.6 en plus de KDE 4.6. Le code source est devenu entièrement libre.